# Warszawa Wola (železniční zastávka)
Warszawa Wola, do roku 2018 Warszawa Kasprzaka, je železniční zastávka v městském obvodu Wola ve Varšavě, na ulici al. Prymasa Tysiąclecia, mezi ulicemi Kasprzaka a ul. Wolska.
Zastávku pravidelně využívají vlaky dopravců Koleje Mazowieckie (KM) a Szybka Kolej Miejska (SKM), mimo jiné do Legionowa, Wieliszewa, Nieporętu, Radzymina, Nasielska, Ciechanówa, Mławy a Działdowa.

## Popis
Zastávka byla uvedena do provozu 20. listopadu 1986, po elektrizaci tratě mezi stanicemi Warszawa Gdańska a Warszawa Zachodnia. Zastávku obsluhuje dopravce KM linkou R90 a od 3. září 2012 i SKM na lince S3.
Dne 12. března 2017 byla zastávka uzavřena z důvodu rekonstrukce, díky rekonstrukci je zastávka plně bezbariérová a získala také nové informační panely. Po rekonstrukci byl název změněn na Warszawa Wola.
Zastávka má na napojení varšavské autobusové a tramvajové linky na ulicích:
- ul. Marcina Kasprzaka – jižní strana,
- ul. Wolska – severní strana.